# Robert Brandom

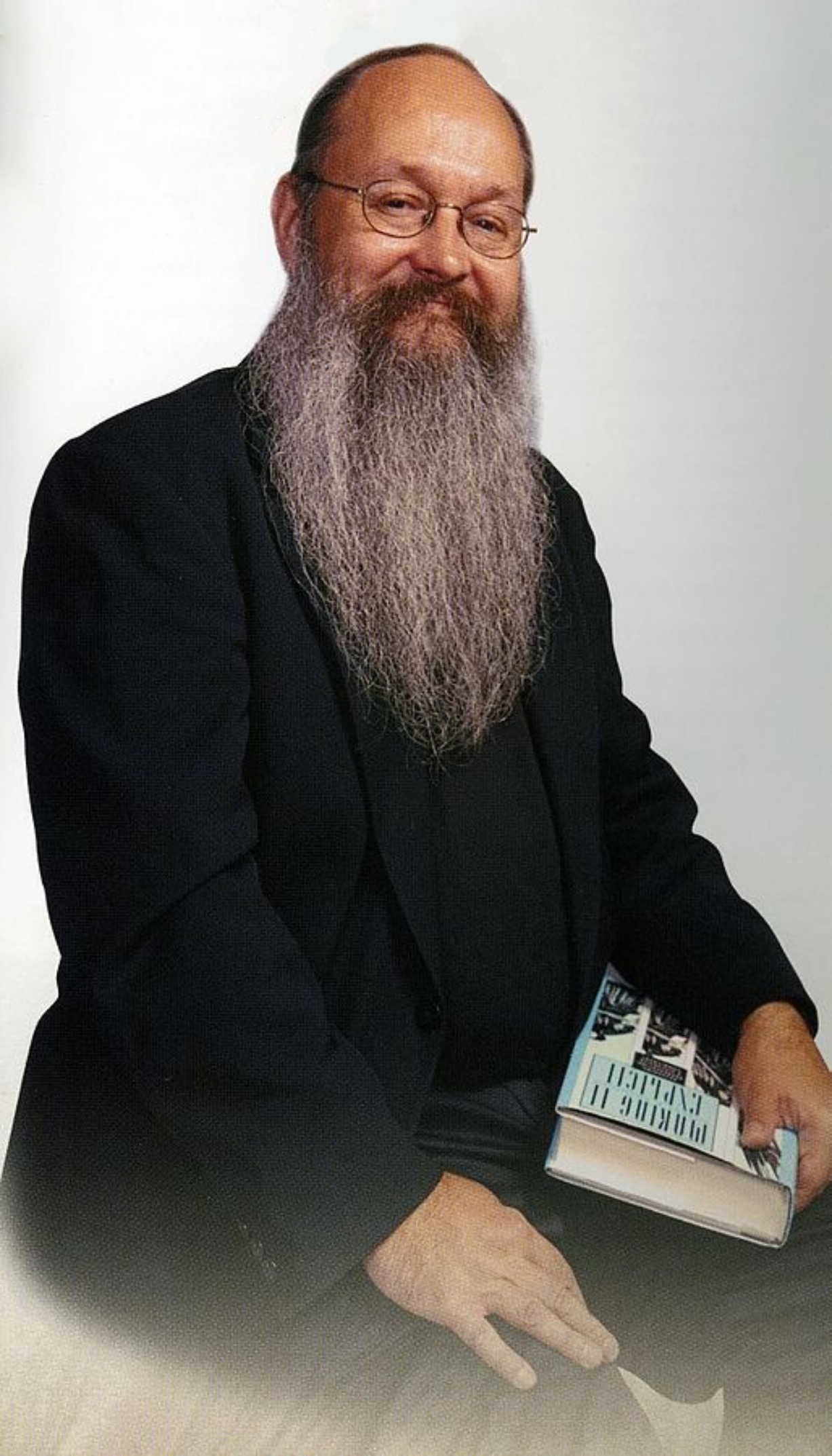
Robert Brandom

Robert Boyce Brandom (* 13. März 1950 in Camp Lejeune, North Carolina) ist ein US-amerikanischer Philosoph und bedeutender Vertreter der analytischen Philosophie. Er ist bekannt für seine Arbeit im Bereich der Sprachphilosophie, der Philosophie des Geistes und der Erkenntnistheorie. Er gilt als einer der einflussreichsten Philosophen seiner Generation.

## Leben
Brandom studierte Mathematik, danach Philosophie und Kunstwissenschaften an der Yale University. 1972 erhielt er dort den Bachelor of Arts in Philosophie mit summa cum laude. Er promovierte 1977 an der Princeton University unter der Betreuung von Richard Rorty und lehrte anschließend an verschiedenen renommierten Universitäten, darunter die University of Pittsburgh und die University of Chicago. Seit 1981 ist er Professor für Philosophie an der University of Pittsburgh.
Robert B. Brandom ist verheiratet mit Barbara Wendeborn-Brandom, das Paar hat zwei Söhne.
Im Jahr 2000 wurde Brandom Mitglied der American Academy of Arts and Sciences. 2018 wurde Brandom als korrespondierendes Mitglied in die British Academy gewählt.

## Auszeichnungen
2015 erhielt er den Anneliese-Maier-Forschungspreis der Alexander-von-Humboldt-Stiftung. Er durfte bis zu fünf Jahre auf Einladung des Philosophie-Lehrstuhls der Universität Leipzig dort forschen.

## Werk
Er war Schüler von Richard Rorty und David Lewis. Darüber hinaus ist er sehr stark von Wilfrid Sellars beeinflusst. Er folgt der sprachpragmatischen Philosophierichtung von Ludwig Wittgenstein. Zentral ist dabei die Frage, „wie Bedeutung aus Gebrauch entsteht“.
Brandom entwickelte den Pragmatismus, in erklärter Frontstellung zu empiristisch oder naturalistisch geprägten Bedeutungstheorien, weiter durch seine Theorie des Inferentialismus. Er betont die zentrale Rolle von Sprache und Normativität in der Philosophie des Geistes und der Erkenntnistheorie und argumentiert, Bedeutung und Wissen seien in sozialen Praktiken verwurzelt, bei denen die Fähigkeit, Schlussfolgerungen zu ziehen und Verantwortung für Aussagen zu übernehmen, im Mittelpunkt steht. Normativen Begriffen wie „richtig“ und „falsch“ komme in der Philosophie des Geistes und der Ethik eine zentrale Bedeutung zu, weil sie in sozialen Praktiken verankert seien. Er argumentiert, dass unsere Fähigkeit, in der Sprache zu handeln und Verpflichtungen einzugehen, eng mit unserer Fähigkeit verbunden ist, Normen zu erkennen und zu respektieren. 
Brandom wurde 1994 mit seinem Buch Making it Explicit bekannt (dt. Expressive Vernunft, 2000). Eine kürzere Darstellung der dort auf gut 800 Seiten formulierten Theorie hat Brandom im Buch Articulating Reasons (2000, dt. Begründen und Begreifen) vorgelegt. Dieser Theorie zufolge ergibt sich die Bedeutung eines sprachlichen Ausdrucks aus dem von Sprachteilnehmern aufbereiteten Wissen, das sie aufgrund von logischen Schlussfolgerungen gewannen. In sozio-linguistischen Praktiken wird ein kompetenter Sprecher zu diesen Schlussfolgerungen berechtigt oder verpflichtet. Mit seinem Verweis auf die Regeln des Sprachgebrauchs versucht er, die inferentielle Semantik durch eine normative Sprachpragmatik zu begründen.
Weiterhin hat Brandom 2002 mit dem Buch Tales of the Mighty Dead eine Sammlung philosophiehistorischer Aufsätze veröffentlicht, die er seit Anfang der 1980er Jahre verfasst hat. Das Buch enthält Beiträge zu Baruch Spinoza, Gottfried Wilhelm Leibniz, Georg Wilhelm Friedrich Hegel, Gottlob Frege, Martin Heidegger und Wilfrid Sellars. Brandom verfolgt mit diesem Buch das Ziel, seine eigene, in Making it Explicit formulierte Theorie der Sprache und Intentionalität in eine Tradition zu stellen, die er u. a. durch die genannten Philosophen geprägt sieht.
Die 2006 an der Universität Oxford und 2007 auf dem Prager Kongress Between Saying and Doing: Towards an Analytic Pragmatism gehaltenen und diskutierten Locke-Lectures erschienen im Jahr 2008 unter dem verkürzten Titel Between Saying and Doing. Im Jahr 2019 erschien nach Jahrzehnten der Arbeit sein Buch über Hegels Phänomenologie des Geistes mit dem Titel A Spirit of Trust, das schon vorab vielfach diskutiert wurde.

## Schriften (Auswahl)
- Mit Nicholas Rescher: The Logic of Inconsistency. A Study in Non-standard Possible-world Semantics and Ontology. Basil Blackwell, Oxford 1980.
- Making it Explicit. Harvard UP, Cambridge, Mass. 1994.
  - Deutsche Ausgabe: Expressive Vernunft. Aus dem Amerikanischen übers. von Eva Gilmer und Hermann Vetter. Suhrkamp, Frankfurt am Main 2000, ISBN 978-3-518-58360-9 Rezension von S. Knell (Die ZEIT). The Evolution of 'Why?' (PDF; 57 kB) von Daniel Dennett.
- Articulating Reasons. Harvard UP, Cambridge, Mass. 2000
  - Deutsche Ausgabe: Begründen und Begreifen. Eine Einführung in den Inferentialismus. Aus dem Amerikanischen übers. von Eva Gilmer. Suhrkamp, Frankfurt am Main 2001, ISBN 978-3-518-58308-1 Rezension von Christoph von Wolzogen (Die Welt).
- Tales of the Mighty Dead. Harvard UP, Cambridge, Mass. 2002
- Between Saying and Doing. Oxford UP, Oxford 2008. Rezension von S. Shieh (NDPR), P. Grönert (kritikon).
- Wiedererinnerter Idealismus. Aus dem Amerikanischen übers. von Falk Hamann und Aaron Shoichet. Suhrkamp, Frankfurt am Main 2015
- A Spirit of Trust: A Reading of Hegel’s Phenomenology. Harvard University Press, 2019.
  - Deutsche Ausgabe: Im Geiste des Vertrauens. Eine Lektüre der »Phänomenologie des Geistes«. Aus dem Amerikanischen übers. von Sebastian Koth und Aaron Shoichet. Suhrkamp, Berlin 2021, ISBN 978-3-518-58769-0
- Pragmatism and Idealism: Rorty and Hegel on Reason and Representation. Oxford University Press, Oxford 2023.